# نيسبي
نيسبي (بالنرويجية: Nesseby)‏ هي بلدية في مقاطعة فينمارك، النرويج. المركز الإداري للبلدية هي قرية فارانغربوتن. من بين القرى الأخرى في البلدية غاندفيك، كارلبوتن، نيسبي، نييلف.

## المناخ
يظهر الجدول التالي التغييرات المناخية على مدار السنة لنيسبي:
| البيانات المناخية لـنيسبي                  | البيانات المناخية لـنيسبي | البيانات المناخية لـنيسبي | البيانات المناخية لـنيسبي | البيانات المناخية لـنيسبي | البيانات المناخية لـنيسبي | البيانات المناخية لـنيسبي | البيانات المناخية لـنيسبي | البيانات المناخية لـنيسبي | البيانات المناخية لـنيسبي | البيانات المناخية لـنيسبي | البيانات المناخية لـنيسبي | البيانات المناخية لـنيسبي | البيانات المناخية لـنيسبي |
| الشهر                                      | يناير                     | فبراير                    | مارس                      | أبريل                     | مايو                      | يونيو                     | يوليو                     | أغسطس                     | سبتمبر                    | أكتوبر                    | نوفمبر                    | ديسمبر                    | المعدل السنوي             |
| ------------------------------------------ | ------------------------- | ------------------------- | ------------------------- | ------------------------- | ------------------------- | ------------------------- | ------------------------- | ------------------------- | ------------------------- | ------------------------- | ------------------------- | ------------------------- | ------------------------- |
| المتوسط اليومي °م (°ف)                     | −11.9 (10.6)              | −11.0 (12.2)              | −7.4 (18.7)               | −2.3 (27.9)               | 3.1 (37.6)                | 8.6 (47.5)                | 12.2 (54.0)               | 10.5 (50.9)               | 6.1 (43.0)                | 0.3 (32.5)                | −5.7 (21.7)               | −9.9 (14.2)               | −0.6 (30.9)               |
| الهطول مم (إنش)                            | 27 (1.1)                  | 22 (0.9)                  | 21 (0.8)                  | 21 (0.8)                  | 24 (0.9)                  | 37 (1.5)                  | 55 (2.2)                  | 53 (2.1)                  | 44 (1.7)                  | 41 (1.6)                  | 34 (1.3)                  | 31 (1.2)                  | 410 (16.1)                |
| المصدر: Norwegian Meteorological Institute |                           |                           |                           |                           |                           |                           |                           |                           |                           |                           |                           |                           |                           |

## أعلام
- أوتو صبا
- أناتان آل
- أسلوغ داهل